# Anton Ospel
Anton Johann Ospel (* 2. Juni 1677 in Klösterle im Klostertal; † 3. April 1756 in Wien) war ein österreichischer Architekt und Barockbaumeister.

## Leben
Ospel war von 1711 bis 1721 Hofarchitekt der Fürsten von Liechtenstein und baute an den Schlössern Valtice in Tschechien und Wilfersdorf in Niederösterreich. Im Jahre 1722 wurde Ospel zum Zeugwart und Geschützhauptmann der Stadt Wien berufen. Er errichtete Palais und Bürgerhäuser in Wien.

## Werke
- 1731–1732: Bürgerliches Zeughaus Am Hof in Wien, Umgestaltung der Fassade